# جون إل. كينيدي
جون إل. كينيدي (بالإنجليزية: John L. Kennedy)‏ هو محامي وسياسي أمريكي، ولد في 27 أكتوبر 1854 في المملكة المتحدة، وتوفي في 30 أغسطس 1946 في الولايات المتحدة. حزبياً، نشط في الحزب الجمهوري. وقد انتخب عضو مجلس النواب الأمريكي.